# Nyungu ya Mawe
Nyungu ya Mawe (v. 1840-1884) est un chef nyamwezi qui constitue un empire en Afrique orientale (actuelle Tanzanie) dans les années 1870.
Contemporain de Mirambo, issu lui aussi du peuple nyamwezi, il établit avec l’aide des ruga-ruga un royaume solidement encadré à l’est et au sud-est de Tabora entre 1874 et 1880. Il découpe ses possessions en sept provinces dirigées par des watwale chargés principalement de collecter l’ivoire.
À sa mort en décembre 1884, sa fille Mgalula lui succède, puis après sa mort en 1893, sa petite-nièce Msabila. Le royaume est démantelé en 1894 par le colonisateur allemand Tom von Prince et Msabila ne conserve que le chef-lieu de Kiwele. Elle meurt en 1924.